# TVR2
TVR2 (Televiziunea Română Doi) — румынский общественный развлекательный телеканал. Входит в TVR. Основанный 2 мая 1968. Вещал с 1972 года ежедневно, в зону покрытия входило от 15 до 20% территории страны (Бухарест, Питешти и Брашов). В 1985 году закрыт по распоряжению Николае Чаушеску, на экраны вернулся в 1990 году. К середине 2000-х годов после серии крупных инвестиций в зону покрытия TVR2 попало уже 90% страны. С 2001 года он вещает круглосуточно, основной информационной программой является «Ora de Știri» (с рум. — «Время новостей»), выходящая в 22:00.
С 2003 года Второй телеканал Румынского телевидения является самым рейтинговым развлекательным телеканалом: он неоднократно транслировал эпизоды таких известных телесериалов, как «Доктор Кто». В январе 2008 года средняя аудитория телеканала составила 96 тысяч зрителей ежедневно.

## Основные вехи

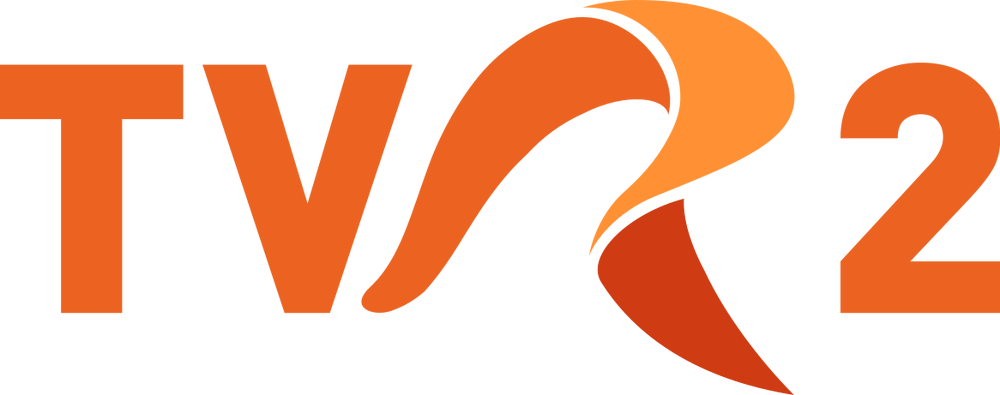
Румынское телевидение 2 Logo

- 2 мая 1968: открытие Второй программы (Programul 2) Телевидения Румынии на канале 2 FIF/VHF (вещает по четвергам, c 16 июня также по воскресеньям, с 20 июля и по субботам).
- 1972: Вторая программа начинает ежедневное вещание, но покрывает всего 15-20% территории страны.
- 1976: появились первые цветные телепередачи, закуплено ещё шесть автомобилей.
- 1978: начало политики «экономии энергии», вследствие которой телепрограммы вещают не более полутора часов ежедневно. По причине этого сворачивается план по расширению зоны вещания Programul 2.
- 19 июля 1981: первое освещение в цвете крупного соревнования — Летней Универсиады, проходившей в TV2 в Бухаресте. На экранах регулярно появляется портрет президента страны Николае Чаушеску.
- 1 февраля 1982: ужесточение политики «экономии энергии» приводит к тому, что с понедельника по субботу вещание прерывается с 18:00 до 20:00.
- 1983: Programul TV2 отказывается от цветного вещания почти полностью, время вещания сокращается до выходных.
- 20 января 1985: по личному распоряжению Елены Чаушеску вещание Второго телеканала прекращено.
- 1989: после свержения власти Чаушеску восстанавливается прежний режим работы телевидения, и на экраны возвращается Второй телеканал.
- 19 февраля 1990: вернувшаяся Вторая программа вещает из 6-й студии в цветном формате с 18:00 по 22:00.
- 20 мая 1990: телеканал TV2 активно призывает граждан участвовать в президентских выборах, за что подвергается критике со стороны руководства.
- 1992: расширение зоны вещания TV2 за счёт открытия региональных ТРК в Клуж-Напоке и Яссах.
- 2001: TVR2 становится первым румынским круглосуточным телеканалом, начало спутникового вещания.
- 2004: старт программы модернизации и расширения охвата территории повышает охват до 90%.
- 2005: прекращение вещания на канале 2 в формате FIF/VHF. Вещание ведётся только в Бухаресте и окрестностях на 51-м канале UIF/UHF.
- 2006: учреждение Центра спортивных новостей, выпуск новостей «Jurnalul TVR» теперь вещает не в 4-й, в 11-й студии. В 12-й студии открывается пресс-центр, в 10-й студии вещает TVR Info.
- 2007: лицензии на спутниковое вещание TVR2 переданы региональным телекомпаниям.
- 2008: резкое снижение рейтингов Румынского телевидения (отражается и на TVR2).
- 2009: прекращение вещания региональных телекомпаний по причине запуска TVR3.

## Новостные программы
Основным выпуском новостей является передача «Ora de ştiri» (с рум. — «Час новостей»), выходящая ежедневно в 22:00. Выпуск теленовостей «Jurnalul TVR» выходит в 16:00 и является ретрансляцией выпуска новостей, выходящего на TVR1 в 14:00.